# جوزيه توريه
جوزيه توريه ( في نانسي) (بالفرنسية: José Touré)‏ لاعب كرة قدم فرنسي معتزل كان يجيد اللعب في خط الوسط .
لعب توريه في أندية نانت (1979-1986) بوردو (1986-1988) موناكو (1988-1990) .
شارك توريه مع منتخب فرنسا في 16 مباراة دولية مسجلا 4 أهداف في الفترة من 1983 إلى 1989 .
ساهم توريه في تتويج نادي نانت ببطولة دوري الدرجة الأولى مرتين موسمي 1979/1980 و1982/1983 كما ساهم في تتويج نادي بوردو ببطولة دوري الدرجة الأولى وكأس فرنسا موسم 1986/1987 .

## روابط خارجية
- جوزيه توريه على موقع الاتحاد الدولي (مؤرشف)  (الإنجليزية)
- جوزيه توريه على موقع الاتحاد الأوربي (الإنجليزية)
- جوزيه توريه على موقع قاعدة بيانات كرة القدم.إي يو (الإنجليزية)
- جوزيه توريه على موقع ليكيب (الفرنسية)
- جوزيه توريه على موقع ناشيونال فوتبول تيمز (الإنجليزية)
- جوزيه توريه على موقع عالم كرة القدم.نت (الإنجليزية)
- جوزيه توريه على موقع اللجنة الأولمبية الدولية (الإنجليزية)
- جوزيه توريه على موقع أوليمبيديا (الإنجليزية)